# Aeroporto de Guanambi
O Aeroporto Municipal Isaac Moura Rocha - Aeroporto de Guanambi (IATA: GNM, ICAO: SNGI) localiza-se na Avenida 1, no bairro Belo Horizonte, no município brasileiro de Guanambi, no estado da Bahia.

## Informações
- Guanambi - GNM / SNGI
- Categoria: 2C
- Endereço: Avenida 1
- Administração: INFRACEA
- Nome do aeroporto: Isaac Moura Rocha
- Telefones: (77) 3451-6363
- Dimensões da pista: 1700 x 30 metros
- Voos comerciais: Sim
- Operações noturnas: Sim
- Altitude: 553 metros
- Revestimento da pista: Asfalto
- Resistência da pista: 18/F/A/Y/T
- Operação VFR
- Procedimentos VFR: RNAV
- Designativo das cabeceiras: 14/32
- Coordenadas geográficas: 14 12 29S/042 44 46W

## Histórico

### Antecedentes
O aeroporto já contou com voos regulares operados pela Nordeste Linhas Aéreas, que após ser vendida para a RIO-SUL/VARIG, encerrou suas operações em vários destinos do interior da Bahia. Posteriormente a Abaeté Linhas Aéreas assumiu algumas rotas, inclusive operando no Aeroporto de Guanambi, sendo os principais destinos as cidades de Bom Jesus da Lapa e Salvador.[carece de fontes?]

### Atualmente
O aeroporto obteve a Certificação Provisória Operacional desde o dia 14/02/2020, podendo operar vôos regulares para qualquer destino do Brasil.
No início de 2016, a empresa Azul Linhas Aéreas Brasileiras anunciou a intenção de operar voos nesse aeroporto com destino a Belo Horizonte, sendo a 12.º aeroporto baiano com atuação da Azul. Em fevereiro de 2019 a empresa Voepass Linhas Aéreas (Antiga Passaredo Linhas Aéreas) também mostrou interesse em operar voos com partida do Aeroporto de Guanambi para a capital baiana Salvador.
A Azul Linhas Aéreas Brasileiras confirmou o início das operações no aeroporto a partir do dia 20 de setembro de 2021. A companhia opera voos diários (exceto feriados), todos com destino ao Aeroporto Internacional de Belo Horizonte-Confins com a aeronave ATR-72.
Durante os meses de Julho a Setembro de 2022, a Azul Linhas Aéreas Brasileiras, através de sua subsidiária Azul Conecta, operou voos com a aeronave Cessna 208 no Aeroporto de Guanambi. O voo partia no sábado do Aeroporto Internacional do Recife-Guararapes, com escalas em Salvador, Guanambi, Belo Horizonte e parada final no Aeroporto de Jundiaí. Aos domingos o voo tinha o sentido oposto. Durante o tempo de operação foram realizadas alterações nas escalas, sendo efetuadas paradas também no Aeroporto de Montes Claros e Aeroporto de Vitória da Conquista.
No dia 24 de maio de 2023 a Voepass Linhas Aéreas iniciou a venda de passagens com início das operações no dia 26 de junho de 2023. Inicialmente serão operados cinco voos semanais (domingos, segundas, quartas, quintas e sexta-feiras), todos com destino ao Aeroporto Internacional de Salvador com a aeronave ATR-72.

## Concessão à iniciativa privada
A INFRACEA assumiu a administração do Aeroporto de Guanambi no dia 15/08/2019, após assinatura de contrato junto à Prefeitura, e na sequência iniciou todo o processo de certificação operacional do aeródromo.

## Movimento

### Passageiros
| Ano  | Chegadas | Partidas | Total |
| ---- | -------- | -------- | ----- |
| 2022 | 14116    | 14629    | 28745 |
| 2021 | 3258     | 3323     | 6581  |

## Acidentes e Incidentes

### Acidentes
- Em 3 de fevereiro de 1992, um Embraer EMB-110 Bandeirante da Nordeste Linhas Aéreas, registro FAB-7102, a caminho de Salvador para Guanambi voava abaixo do nível mínimo em consequência de um mau tempo e caiu sobre uma colina escondida por nuvens perto de Caetité. Todos os 12 passageiros e tripulantes a bordo morreram.[carece de fontes?]
- Em 20 de maio de 1998 um monomotor da Bata (Bahia Táxi Aéreo) a caminho de Salvador para Guanambi teria perdido altitude e batido numa árvore, quando se aproximava do aeroporto, causando a morte de 3 ocupantes.[9]

### Incidentes
- Em 04 de julho de 2014 um Van's Aircraft RV-10, registro PR-ZMZ, a caminho de Guanambi para Aeroclube de Aracaju, caiu quando o piloto se preparava para realizar o pouso. Após o cruzamento da cabeceira 14, houve a perda de controle da aeronave que veio a tocar a asa direita no solo, deslizando em seguida na lateral direita da pista.[10]

## Acesso
O aeroporto está localizado a 5 km do centro via Avenida Guanabara/Avenida Governador Nilo Coelho/Avenida Um. Há serviços de táxi e aplicativos de mobilidade.